# Hora de Novosibirsk
|  | Huso horario     | Nombre local                                                  |
|  | ---------------- | ------------------------------------------------------------- |
|  | UTC +2 (MSK −1)  | Hora de Kaliningrado (EET)                                    |
|  | UTC +3 (MSK)     | Hora de Moscú (MSK)                                           |
|  | UTC +4 (MSK +1)  | Hora de Samara (SAMT)                                         |
|  | UTC +5 (MSK +2)  | Hora de Ekaterimburgo (YEKT)                                  |
|  | UTC +6 (MSK +3)  | Hora de Omsk (OMST)                                           |
|  | UTC +7 (MSK +4)  | Hora de Krasnoyarsk (KRAT) y Novosibirsk (NOVT)               |
|  | UTC +8 (MSK +5)  | Hora de Irkutsk (IRKT)                                        |
|  | UTC +9 (MSK +6)  | Hora de Yakutsk (YAKT)                                        |
|  | UTC +10 (MSK +7) | Hora de Vladivostok (VLAT)                                    |
|  | UTC +11 (MSK +8) | Hora de Magadán (MAGT), Sajalín (SAKT) y Srednekolimsk (SRET) |
|  | UTC +12 (MSK +9) | Hora de Kamchatka (PETT) y Anádyr (ANAT)                      |

La Hora de Novosibirsk (NOVT) era la denominación histórica del huso horario MSK+4 debido a que el Óblast de Novosibirsk tenía fijado este huso horario. Cuando en 1993 este adoptó la hora de Omsk (MSK+3) este huso horario recibió el nombre de hora de Krasnoyarsk.
En 2016, de acuerdo a la Ley Federal ФЗ-216, el Óblast de Novosibirsk volvía a su hora original de MSK+4.